# 10928 Caprara
10928 Caprara este un asteroid din centura principală de asteroizi.

## Descriere
10928 Caprara este un asteroid din centura principală de asteroizi. A fost descoperit pe 25 ianuarie 1998 la Cima Ekar de Maura Tombelli și Giuseppe Forti. Asteroidul prezintă o orbită caracterizată de o semiaxă mare de 2,78 ua, o excentricitate de 0,22 și o înclinație de 8,7° în raport cu ecliptica.